# Gérard de Cathelineau
Pour les autres membres de la famille, voir Famille de Cathelineau.
Gérard de Cathelineau (né le 23 janvier 1921 à Paris et mort pour la France le 12 juillet 1957 à Beni Douala) est un capitaine de l'armée française. Soldat exemplaire, il a laissé son nom aux promotions 1962 des officiers de réserve de l'École Militaire de Cherchell, 1965-1967 de la Corniche Brutionne du Prytanée militaire, et 1976-1978 de l'École spéciale militaire de Saint-Cyr.

## Biographie
Gérard de Cathelineau naît à Paris le 23 janvier 1921. Il est issu d'une famille de la noblesse française, l'un de ses ancêtres Jacques Cathelineau avait été surnommé « le Saint de l'Anjou » durant les guerres de Vendée. Il fait des études chez les Jésuites. Il entre en corniche à Janson-de-Sailly, puis au Prytanée Militaire de La Flèche en octobre 1939. La débâcle de juin 1940 l'empêche de passer l'oral du concours, qui est annulé. En octobre 1941, au lycée Saint-Louis, il prépare à nouveau l'École spéciale militaire de Saint-Cyr qu'il rejoint à Aix-en-Provence. Il appartient à la promotion Croix de Provence. Il participe ensuite à un réseau de résistance[réf. nécessaire], puis entre aux Chantiers de jeunesse, qu'il quitte un an plus tard lorsque les Allemands les dénaturent. Il demande et obtient son affectation en juin 1944 au Premier régiment de France.
En août, le régiment rejoint les Forces françaises de l'intérieur et engage la lutte face aux allemands. Il tire donc son tout premier coup de feu dans la région de Loches contre l'ennemi allemand le 26 août alors que Paris s'est déjà libéré; il a 23 ans et demi et la guerre dure depuis près de cinq ans (cf. sa biographie du R.P. Michel Gasnier o.p.) Il se distingue au combat et reçoit la Croix de Guerre avec étoile de bronze. Il rejoint alors Cherchell pour y achever sa formation de Saint-Cyrien. Revenu en France en mai 1945, il est affecté au 110e R.I., puis muté à l'école des cadres de Langenargen. Sa valeur d'exemple auprès de tous lui vaut des éloges du maréchal de Lattre lui-même. Le 13 juillet 1946, il épouse Collette Plassard à Sarrebruck. En octobre, il est nommé lieutenant. À la fin de l'année 1947, il est désigné pour partir en Indochine, vers laquelle il embarque le 25 mars 1948.
Affecté à la 3e brigade de chasseurs cambodgiens, dans la plaine des Joncs, il rejoint ensuite le Cambodge à Takéo. Le 12 décembre 1948, il est gravement blessé à la cuisse et reçoit la croix de guerre des Théâtres d'opérations extérieurs avec une citation à l'ordre du Corps d'armée. Rapatrié en juillet 1950, il prend en novembre le commandement d'une compagnie du 8e bataillon de chasseurs portés. En 1953, il obtient le concours d'état-major, ce qui lui permet de repartir en Indochine le 26 mars 1954.
Conseiller à l'état-major des forces khmères, il participe après la guerre à la création de l'Académie royale militaire. En juillet 1955, il quitte l'Indochine et il est muté à Bourg-Saint-Maurice comme commandant en second du centre d'instruction des recrues.
En novembre de l'année suivante, il est affecté au 3e Bataillon du 121e régiment d'infanterie à Beni Douala en Algérie. Il est mortellement touché par le tir d'un rebelle le 12 juillet 1957, faisant rempart de son corps pour protéger un adjudant-chef, lors d'une mission dans le village de Tamaghoucht. Il est inhumé au cimetière des Longs Réages à Meudon. Il laisse le souvenir d'un officier cultivé et brillant et d'un homme dont le rayonnement impressionna ceux qui le rencontrèrent. D'une humilité sans limite, il légue son Casoar au Prytanée National Militaire.

## Distinctions
- Chevalier de la Légion d'honneur (à titre posthume)
- Croix de guerre 1939-1945, palme de bronze
- Croix de guerre des Théâtres d'opérations extérieurs
- Croix de la Valeur militaire avec palme
- Chevalier de l'Ordre royal du Cambodge
- Médaille de la Défense nationale du Cambodge avec étoile d'argent